# Luc De Larochellière
Luc De Larochellière, né le 27 avril 1966, est un auteur-compositeur-interprète québécois.

## Biographie
Luc De Larochellière est né dans le quartier Laval-des-Rapides à Laval, où il passe sa jeunesse avant de s'installer à Montréal. Dans les années 1980, il remporte de nombreux prix au Festival de la chanson de Granby et se fait remarquer par des maisons de production.
En 1988, il publie son premier disque, Amère America, qui devient disque d'or et qui se signale par les chansons Amère America, La route est longue et Chinatown blues. En 1990, il sort Sauvez mon âme et obtient du succès avec Sauvez mon âme, Ma génération, Six pieds sur terre et, surtout, Cash City et Si fragile qui deviennent des classiques de la chanson québécoise[réf. souhaitée]. Sa chanson Cash City connait un certain succès en France où elle est au palmarès 20 semaines et culmine à la 11e position entre 1991 et 1992. Sa chanson Si fragile figure parmi ses plus grands succès.
Dans les années 1990, le succès se poursuit pour Luc De Larochellière avec les chansons Si j'te disais reviens en 1993 et Les nouveaux héros en 1996 notamment. À l'an 2000, il publie l'album Vu d'ici qui contient les chansons J'irai ou j'irai pas et Juste un mot de trop. Il se fait plus discret par la suite.
Il fonde le label Zéro Musique avec François Pérusse en 1993.
En 2002, il interprète le thème de la version québécoise de l'émission de télévision Caméra Café.
En août 2009, il lance l'album Un toi dans ma tête, puis part en tournée par la suite dans la province.
Revisitant les lieux de son enfance à Laval durant la pause imposée par la pandémie de Covid-19, Luc De Larochellière tire de ce retour aux sources un album intitulé Rhapsodie lavalloise qu'il lance en décembre 2021.

## Vie privée
Depuis octobre 2012, il est en couple avec la chanteuse francophile ontarienne Andrea Lindsay,. Le 3 février 2016, il annonce via sa page Facebook qu'il attend un premier enfant de sa conjointe.  En 2012, ils ont sorti un premier album ensemble, C'est d'l'amour ou c'est comme. Puis en 2019, ils viennent de publier un deuxième album toujours en couple, S'il n'y avait que nous. 

## Discographie
en solo
avec Andréa Lindsay (crédité Lindsay - De Larochelière)

## Lauréats et nominations

### Gala de l'ADISQ

#### artistique
| Année | Catégorie                                              | Pour                                                           | Résultat   |
| ----- | ------------------------------------------------------ | -------------------------------------------------------------- | ---------- |
| 1989  | auteur et/ou compositeur de l'année                    | Luc De Larochellière                                           | lauréat    |
| 1989  | découverte de l'année                                  | Luc De Larochellière                                           | nomination |
| 1989  | interprète masculin de l'année                         | Luc De Larochellière                                           | nomination |
| 1989  | premier disque                                         | Amère America                                                  | nomination |
| 1989  | vidéoclip de l'année                                   | Amère America                                                  | lauréat    |
| 1990  | interprète masculin de l'année                         | Luc De Larochellière                                           | nomination |
| 1991  | chanson populaire de l'année                           | Sauver mon âme                                                 | nomination |
| 1991  | interprète masculin de l'année                         | Luc De Larochellière                                           | lauréat    |
| 1991  | microsillon de l'année - pop/rock                      | Sauver mon âme                                                 | lauréat    |
| 1991  | spectacle de l'année - pop/rock                        | Sauver mon âme... la mission                                   | lauréat    |
| 1992  | artiste québécois s'étant le plus illustré hors Québec | Luc De Larochellière                                           | nomination |
| 1992  | chanson populaire de l'année                           | Ma génération                                                  | nomination |
| 1992  | interprète masculin de l'année                         | Luc De Larochellière                                           | nomination |
| 1994  | album de l'année - pop/rock                            | Los Angeles                                                    | nomination |
| 1994  | auteur ou compositeur de l'année                       | Luc De Larochellière                                           | nomination |
| 1994  | chanson populaire de l'année                           | Kunidé                                                         | nomination |
| 1994  | interprète masculin de l'année                         | Luc De Larochellière                                           | nomination |
| 1997  | album de l'année - pop/rock                            | Les nouveaux héros                                             | nomination |
| 2001  | auteur ou compositeur de l'année                       | Luc De Larochellière                                           | nomination |
| 2005  | album de l'année - pop-rock                            | Quelque chose d'animal                                         | nomination |
| 2010  | album de l'année - folk contemporain                   | Un toi dans ma tête                                            | nomination |
| 2010  | auteur ou compositeur de l'année                       | Luc De Larochellière                                           | lauréat    |
| 2010  | spectacle de l'année - auteur-compositeur-interprète   | Un toi dans ma tête                                            | nomination |
| 2013  | album de l'année - adulte contemporain                 | C'est d'l'amour ou c'est comme (avec Lindsey-De Larochellière) | nomination |
| 2017  | album de l'année - adulte contemporain                 | Autre monde                                                    | nomination |

#### industriel
| Année | Catégorie                         | Pour                                                                           | Résultat   |
| ----- | --------------------------------- | ------------------------------------------------------------------------------ | ---------- |
| 1991  | scripteur de l'année              | Luc De Larochellière pour Sauver mon âme... la mission de Luc De Larochellière | nomination |
| 2001  | metteur en scène de l'année       | Luc De Larochellière pour Vu d'ici de Luc De Larochellière                     | lauréat    |
| 2001  | scripteur de spectacle de l'année | Luc De Larochellière pour Vu d'ici de Luc De Larochellière                     | nomination |
| 2010  | scripteur de spectacle de l'année | Luc De Larochellière pour Un toi dans ma tête de Luc De Larochellière          | nomination |

### Prix Juno[19]
| Année | Catégorie                       | Pour                | Résultat   |
| ----- | ------------------------------- | ------------------- | ---------- |
| 1992  | album francophone le plus vendu | Sauver mon âme      | lauréat    |
| 2010  | album francophone de l'année    | Un toi dans ma tête | nomination |

### Victoires de la musique
| Année | Catégorie                                     | Pour           | Résultat   |
| ----- | --------------------------------------------- | -------------- | ---------- |
| 1992  | album de la communauté francophone de l'année | Sauver mon âme | nomination |